# Cyrus Smith

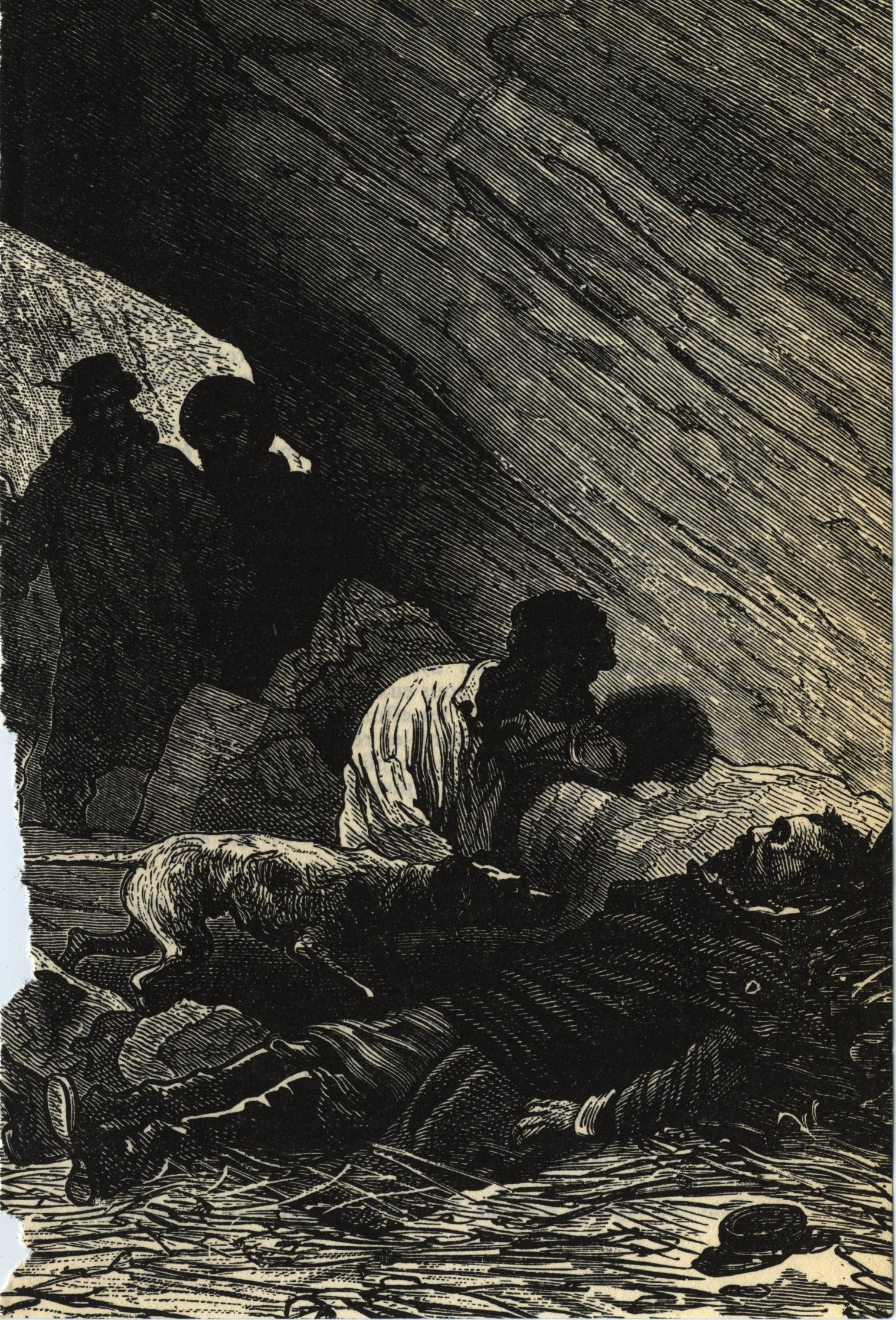
Nieprzytomny inżynier, na początku pobytu na wyspie, po odnalezieniu go przez towarzyszy ucieczki balonem (rysunek D. Férata)

Cyrus Smith – postać fikcyjna, jeden z głównych bohaterów powieści Tajemnicza wyspa autorstwa Juliusza Verne’a.
W niektórych tłumaczeniach powieści na język angielski użyto nazwiska Harding zamiast oryginalnego Smith.

## Charakterystyka postaci
Smith jest amerykańskim inżynierem biorącym udział w wojnie secesyjnej po stronie Unii, który zajmuje się kierownictwem kolei w sztabie generała Granta.
Podczas jednej z bitew zostaje ranny i pojmany przez nieprzyjacielski oddział Konfederacji. Kiedy nadarza się okazja, Smith wraz z grupką innych jeńców (towarzyszą mu dziennikarz Gedeon Spilett, wierny służący Nab, marynarz Pencroff, młody chłopiec Harbert oraz pies inżyniera – Top) ucieka balonem z Richmondu zajmowanego jeszcze przez Konfederatów.
Po rozbiciu się balonu, inżynier, wraz z czterema innymi mężczyznami zostaje uwięziony na bezludnej wyspie na Pacyfiku. Verne kreuje go na przywódcę grupy, który potrafi rozwiązać niemal każdą napotkaną trudność przekształcając niezaludnioną wyspę w ostoję cywilizacji dzięki swej inteligencji.

## Geneza imienia i nazwiska postaci
Wybór imion postaci miał dla Juliusza Verne’a  duże znaczenie podczas pisania powieści. Nazwisko Cyrusa Smitha sugeruje charakter postaci: smith po angielsku znaczy kowal, a samo imię bohatera – Cyrus, poza tym że pochodzi z perskiego słowa znaczącego pasterz, przywodzi na myśl starożytnego wodza perskiego, zdobywcę Babilonu, Cyrusa opisanego w Biblii i Dziejach Herodota.
Według Gilles’a Carpentiera, badacza twórczości Verne’a, imię Cyrus Smith zostało pomyślane jako quasi-anagram słowa Yesu Christ, czyli Jezus Chrystus. W ten sposób Verne, znany z upodobania do anagramów, miał podkreślić mesjanistyczny charakter swojej postaci. Quasi-anagram ten powstaje przez utworzenie anagramu YMSU CHRIST i obrót litery M o 90 stopni w kierunku przeciwnym do ruchu wskazówek zegara, co upodabnia ją do litery E. Była to kolejna wskazówka dotycząca roli, jaką powierzył wykreowanej przez siebie postaci autor Tajemniczej wyspy. Liczne nawiązania do biblijnej historii Jezusa Chrystusa znajdują się również w fabule utworu.